# Atheta enitescens
Atheta enitescens är en skalbaggsart som beskrevs av Thomas Casey 1910. Atheta enitescens ingår i släktet Atheta och familjen kortvingar. Inga underarter finns listade i Catalogue of Life.